# آنری کوولیه
آنری کوولیه (فرانسوی: Henri Cuvelier‎; ۱ ژوئن ۱۹۰۸ – ۲۵ ژانویهٔ ۱۹۳۷) بازیکن واترپلو اهل فرانسه بود.